# Rainer Jacob
Rainer Jacob (Bremen, 15 de septiembre de 1946) es un deportista alemán que compitió para la RFA en natación. Ganó una medalla de plata en el Campeonato Europeo de Natación de 1970, en la prueba de 4 × 100 m libre.

## Palmarés internacional
| Campeonato Europeo | Campeonato Europeo | Campeonato Europeo | Campeonato Europeo |
| Año                | Lugar              | Medalla            | Prueba             |
| ------------------ | ------------------ | ------------------ | ------------------ |
| 1970               | Barcelona (España) | Medalla de plata   | 4 × 100 m libre    |